# Gerard Seghers

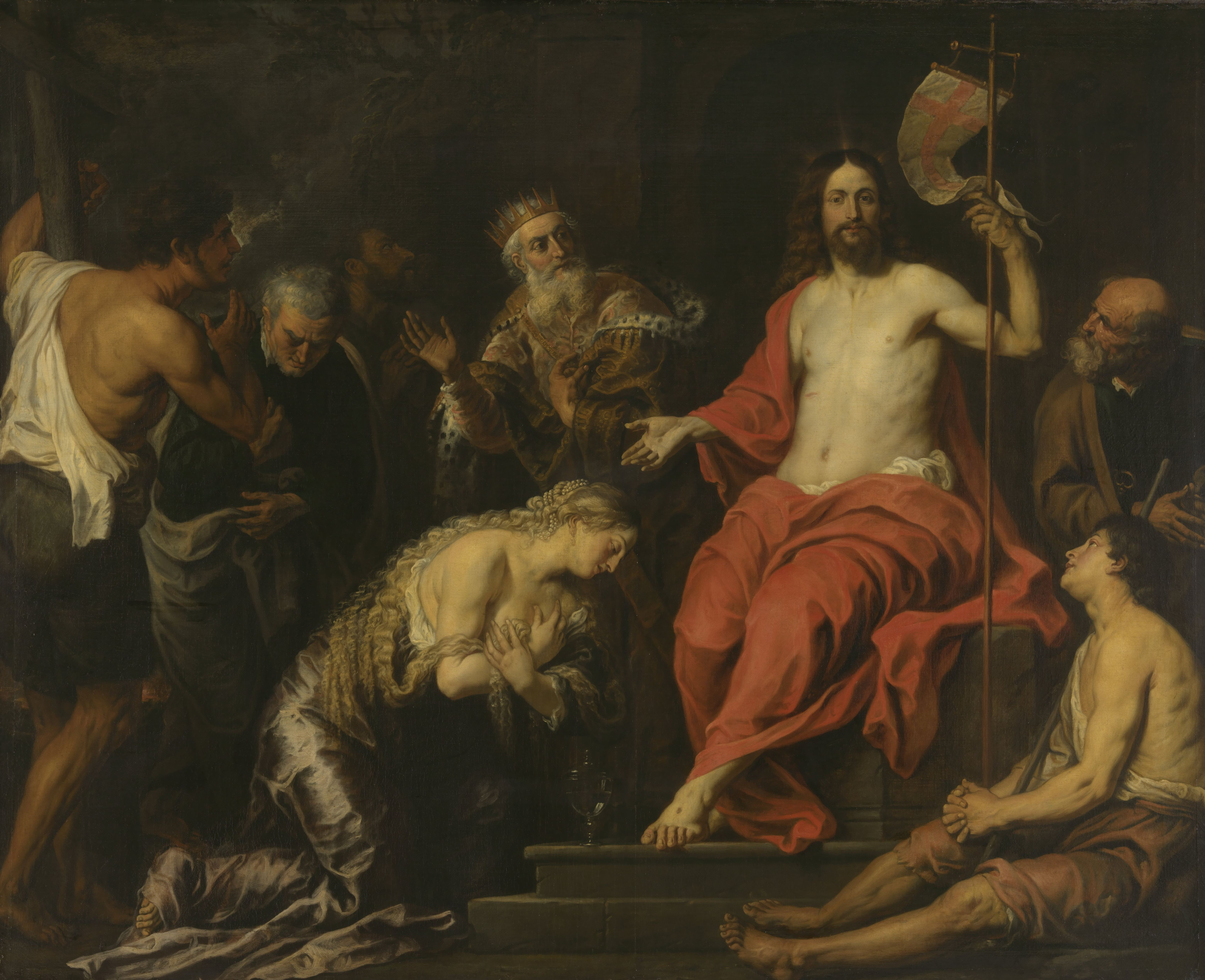
Cristo acogiendo a los pecadores arrepentidos, 1651, óleo sobre lienzo, 207 x 253 cm, Ámsterdam, Rijksmuseum.

Gerard Seghers (Amberes, 1591-1651) fue un pintor barroco flamenco, a la vez que uno de los más destacados caravaggistas de los Países Bajos del Sur. Cultivó tanto el género histórico como el mitológico, pero es a la pintura religiosa a la que se dedicó con mayor asiduidad y de la que mayor número de obras se han conservado.

## Biografía
Descendiente de una familia calvinista convertida al catolicismo tras la toma de Amberes, Seghers fue bautizado en la catedral de Amberes el 17 de marzo de 1591. Su formación inicial la recibió de su hermano Jan Baptista Seghers, orfebre de profesión. Algunas fuentes hablan también de un posible paso como aprendiz por los talleres de Abraham Janssens o de Hendrick van Balen, pero parece más probable que fuese Gaspar Crayer padre el verdadero responsable de su formación como pintor. Artista precoz, ya en 1608, con sólo 17 años, fue admitido como maestro pintor en el gremio de San Lucas.
Hacia 1613 se encontraba en Italia haciendo compatible su trabajo como pintor con el de comerciante de arte. En Roma entró en contacto con los seguidores de Caravaggio y en particular con Bartolomeo Manfredi, cuya influencia se hace sentir en la más conocida de las obras de Seghers de esta época: su Judith con la cabeza de Holofernes de la Galleria Nazionale d'Arte Antica de Roma, la única de este periodo que se le puede atribuir con seguridad junto con una copia de la perdida Salomé con la cabeza del Bautista de Rubens conservada en el Palacio Real de Madrid. También trabajó en Nápoles para el virrey Antonio Zapata y Cisneros, quien le convenció de trasladarse a España, a donde viajó en 1617 acompañando a Bartolomeo Cavarozzi y Giovanni Battista Crescenzi y, según su propio testimonio, trabajó para Felipe III. En 1620 retornó a Amberes, donde casó (1621) con Catherine Wouters, con quien tuvo once hijos.
Aunque el ambiente artístico de la ciudad parecía dominado por la pintura de Pedro Pablo Rubens, Seghers se mantuvo fiel en un primer momento al tenebrismo caravaggista y sus fuertes efectos de luz, trabajando especialmente para los jesuitas, pero hacia 1630 su paleta comenzó a aclararse, dando entrada a la influencia de Rubens, alguna de cuyas composiciones llegó a imitar, como se advierte en la Adoración de los Reyes Magos que pintó para la Iglesia de Nuestra Señora de Brujas, aunque interpretando el dinamismo rubensiano en clave clasicista, dotando a sus figuras de mayor estatismo y monumentalidad.
Desempeñó algunos cargos de relieve en la hermandad de hombres casados (Sodaliteit der getrouwden), de carácter religioso, y en el gremio, del que fue elegido decano en 1646, alcanzando notoriedad y riqueza. Entre sus alumnos son conocidos Thomas Willeboirts Bosschaert y Peter Franchois.

### Obras de Seghers en España

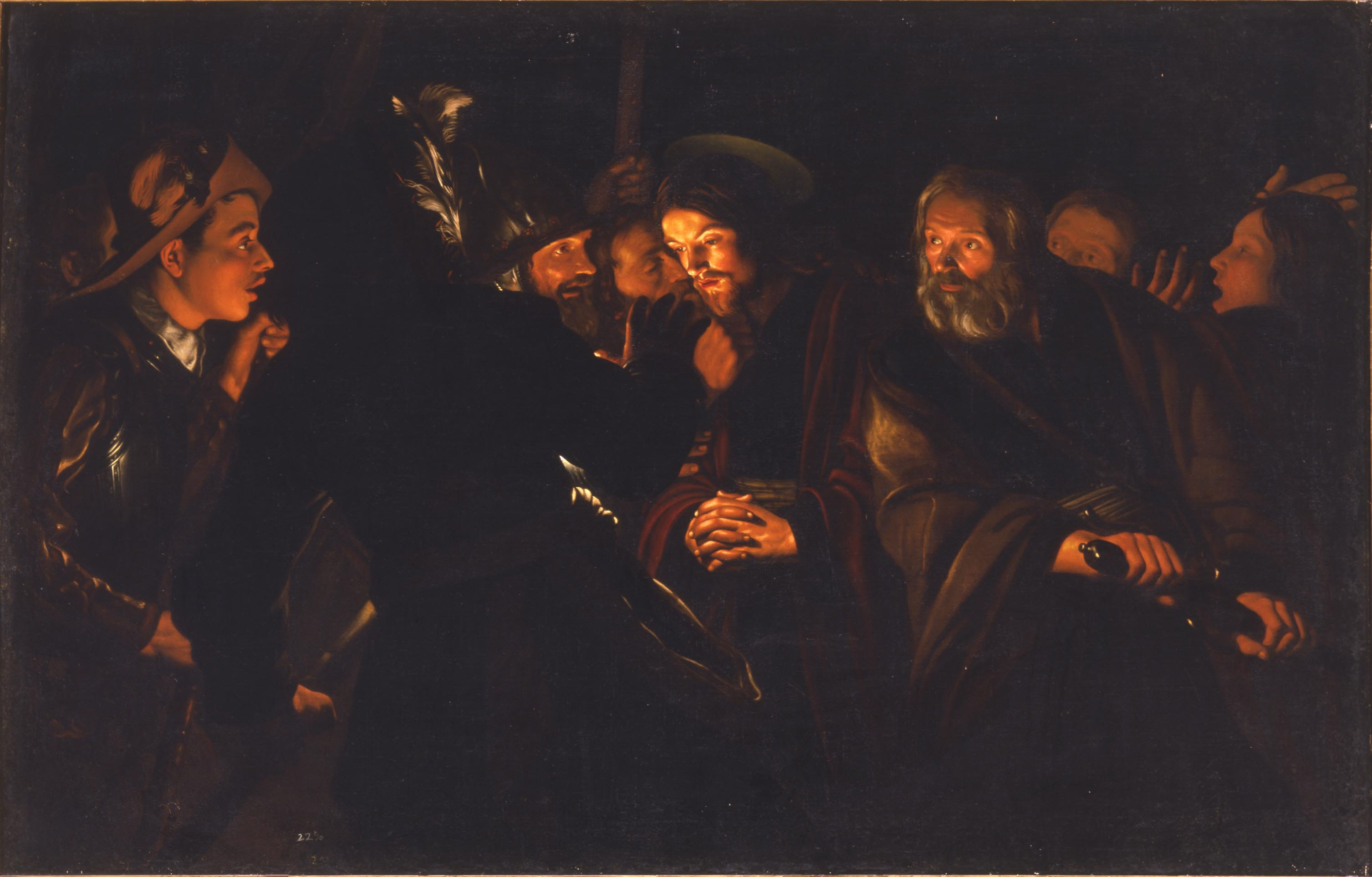
Prendimiento, óleo sobre tela, 154 x 235 cm. Real Academia de Bellas Artes de San Fernando, Madrid.

En España, además de la citada copia de la Salomé de Rubens, el Museo del Prado guarda un Jesús en casa de Marta y María, procedente de la colección de Isabel de Farnesio, y se le atribuye en la Real Academia de Bellas Artes de San Fernando un Prendimiento de Cristo de carácter acusadamente tenebrista que fue de la colección del infante Sebastián Gabriel de Borbón. Adquirido por el Ministerio de Cultura para la Academia en 2009, la autoría del lienzo es motivo de duda, habiéndose atribuido también a Adam de Coster.
El Palacio de Liria, perteneciente a la Casa de Alba, guarda un cuadro creído de Seghers, La reina Artemisa, que antes se atribuyó a Jacob Jordaens.
Por último el Museo de Cádiz cuenta con un San Agustín entre Padres y Doctores de la Iglesia procedente del desaparecido Convento de San Agustín de Cádiz, obra perteneciente a una etapa más avanzada en la producción de Seghers, bajo la influencia de Rubens.